# Anastasia Kolesnikova
Anastasia Kolesnikova, em russo: Анастасия Колесникова, (Cazã, 6 de março de 1984) é uma ex-ginasta russa que competiu em provas de ginástica artística.
Anastasia iniciou no desporto em 1990, aos seis anos de idade, treinando em um clube local. Dez anos depois, entrou para equipe principal do país. No mesmo ano, em sua primeira aparição olímpica, nos Jogos Olímpicos de Sidney, Anastasia ao lado de Ekaterina Lobazniouk, Elena Produnova, Elena Zamolodchikova, Svetlana Khorkina e Anna Tchepeleva, conquistou a medalha de prata por equipes, superada pela equipe romena. Individualmente, fora 20ª colocada na trave.